# Plateinae
Los plateínos (Plateinae) son una subfamilia de aves pelecaniformes perteneciente a la familia Threskiornithidae, conocida comúnmente como espátulas. Esta subfamilia está compuesta exclusivamente por un solo género, Platalea, que incluye varias especies de aves caracterizadas por su distintivo pico grande, plano y espatulado, el cual les da su nombre común. Las espátulas son aves acuáticas que habitan principalmente en zonas de aguas poco profundas y son reconocidas por su habilidad para alimentarse mediante un comportamiento de vadeo.
Las espátulas se alimentan principalmente de pequeñas criaturas acuáticas, como insectos, crustáceos, peces y moluscos, utilizando su peculiar pico en forma de espátula. Estas aves se desplazan por las aguas poco profundas moviendo el pico parcialmente abierto de un lado a otro, en un movimiento similar a un barrido. Este comportamiento les permite detectar presas pequeñas que puedan tocar el interior de su pico, momento en el que este se cierra rápidamente, atrapando la presa. Este método de alimentación es conocido como "alimentación por barrido" y es una de las características más distintivas de las espátulas.
Aunque las espátulas pueden encontrarse en una variedad de hábitats acuáticos, prefieren el agua dulce a la salada. Sin embargo, algunas especies también habitan en ambientes salobres y marinos, adaptándose a diferentes tipos de ecosistemas acuáticos. Estas aves pasan muchas horas al día alimentándose para satisfacer sus necesidades energéticas, especialmente en épocas de cría, cuando se requiere un mayor consumo de alimentos.
Las espátulas suelen vivir en colonias, tanto en áreas de reproducción como en sitios de alimentación, y se distribuyen principalmente en regiones tropicales y subtropicales de África, Asia, Europa y las Américas. En algunas áreas, las espátulas son conocidas por sus espectaculares vuelos en grupo y su elegancia en el agua. Debido a su comportamiento social y sus hábitos alimenticios especializados, las espátulas han sido objeto de estudio y admiración tanto por ornitólogos como por observadores de aves.
En cuanto a su conservación, algunas especies de espátulas enfrentan amenazas debido a la pérdida de hábitats adecuados, la contaminación del agua y la alteración de los ecosistemas acuáticos. Por lo tanto, se han implementado varias medidas de conservación para proteger a estas aves y sus hábitats naturales.

## Descripción
Las espátulas se distinguen más fácilmente de los ibis por la forma de su pico, que es largo y plano y más ancho en el extremo. Las fosas nasales están situadas cerca de la base del pico para que el ave pueda respirar mientras el pico está sumergido en el agua. Los ojos están situados para proporcionar a las espátulas una visión binocular, aunque, cuando buscan comida, los sentidos táctiles también son importantes. Al igual que los ibis, las espátulas tienen parches de piel desnudos alrededor del pico y los ojos.
Las espátulas son generalmente aves grandes, con una envergadura que varía de 120 a 140 cm y una longitud corporal de alrededor de 70 a 90 cm. Su plumaje es típicamente blanco o rosa claro, a menudo con plumas de vuelo más oscuras en contraste. Durante la temporada de cría, su plumaje puede volverse más vívido, con tonos rosados más intensos. Son aves zancudas que se alimentan en aguas poco profundas, barriendo su pico de lado a lado para detectar y capturar presas como peces pequeños, crustáceos e insectos.

## Historia natural
Se alimentan vadeando a través del agua poco profunda, mientras barren con su pico abierto de lado a lado, comiendo todo animal acuático pequeño, como insectos, crustáceos, pececillos, etc. 
Las espátulas generalmente prefieren el agua salada pero también se encuentran en agua dulce. Necesitan alimentarse muchas horas por día.
Las espátulas son monógamas solo para una estación reproductiva. La mayoría nidifica en árboles o cañaverales, a menudo con ibis o garzas. 
La hembra pone aproximadamente 3 huevos lisos, ovales, blancos y que ambos padres incuban; los polluelos rompen  el cascarón a la vez, son ciegos y con el pico corto; ambos padres los alimentan por regurgitación. La causa principal de fracaso en la cría parece no ser la predación sino la inanición.

## Distribución
Las espátulas se encuentran en varias partes del mundo, incluyendo Europa, África, Asia, América y Australia. Habitan en humedales, marismas, lagunas costeras y estuarios.

## Depredadores
Los principales depredadores de la subfamilia de las espátulas (Plataleinae) incluyen principalmente aves y mamíferos depredadores más grandes que se alimentan de sus huevos, crías o, ocasionalmente, individuos adultos. Algunos de los principales depredadores de las espátulas son:
Aves de presa: rapaces como águilas, halcones y búhos son conocidos por depredar los huevos y crías de las espátulas, especialmente cuando anidan en lugares expuestos.
Depredadores mamíferos: animales como zorros, mapaches y gatos salvajes pueden dirigirse a los nidos de espátulas para consumir huevos o crías.
Reptiles: dependiendo de la región, serpientes grandes y lagartos monitores pueden representar una amenaza para los huevos y crías de las espátulas.
Impacto humano: aunque no son depredadores naturales, las actividades humanas como la destrucción del hábitat, la perturbación de los sitios de anidación y la contaminación también pueden afectar negativamente a las poblaciones de espátulas.
Las espátulas generalmente anidan en colonias, y sus nidos a veces pueden ser vulnerables a la depredación debido a su ubicación y accesibilidad. Los esfuerzos de conservación suelen centrarse en proteger los sitios de anidación de estos depredadores y mitigar las perturbaciones humanas para asegurar la supervivencia de las poblaciones de espátulas.

## Migración
Los miembros de la subfamilia de los espatúlidos (Plateinae) migran. Las dos especies de espatúlidos más conocidas por su comportamiento migratorio son el espátula común (Platalea leucorodia) y el espátula africano (Platalea alba).
Espátula Común (Platalea leucorodia): estas espátulas crían en Europa y partes de Asia, incluido el subcontinente indio.
Durante la temporada no reproductiva, migran hacia el sur hasta África, especialmente a regiones al sur del desierto del Sáhara. Algunos individuos también migran hacia el sur de Asia y partes del sudeste asiático.
Espátula Africano (Platalea alba): el espátula africano se encuentra en toda África subsahariana. Se sabe que se mueven localmente en respuesta a cambios en los niveles de agua, pero también realizan movimientos estacionales relacionados con la reproducción y la alimentación.
La migración en las espátulas está influenciada por la disponibilidad de hábitats adecuados para la reproducción y la alimentación. Migran para aprovechar condiciones óptimas para la cría y la alimentación, moviéndose típicamente entre áreas de cría en regiones templadas y áreas de invernada en climas más cálidos con recursos alimenticios abundantes.

## Taxonomía
El género Platalea fue introducido en 1758 por el naturalista sueco Carl Linnaeus en 1758 en la décima edición de su Systema Naturae'.  El nombre del género es latín para «pico de cuchara» y deriva del griego antiguo platea que significa «ancho», en referencia a la forma distintiva del pico.  La especie tipo fue designada como espátula euroasiática (Platalea leucorodia) por George Robert Gray en 1840. 
Tradicionalmente se ha pensado que forman una de las dos subfamilias, Plataleinae, de la familia Threskiornithidae, que también incluye a los ibises (Threskiornithinae). Estudios moleculares, incluido un estudio de 2013, han sugerido en cambio que forman un clado dentro de la familia con varios géneros de ibis cosmopolitas, separado de otro clado de ibis del Nuevo Mundo.
Un estudio de 2010 del ADN mitocondrial de las espátulas realizado por Chesser y sus colegas descubrió que las espátulas rosadas y las de pico amarillo eran las parientes más cercanas entre sí, y que ambas descendían de una rama temprana de los antepasados de las otras cuatro especies de espátulas. Consideraron que las pruebas genéticas eran igualmente válidas para clasificar las seis especies en el género Platalea o, alternativamente, para clasificar dos de las especies en géneros monotípicos denominados Platibis y Ajaja. Sin embargo, como las seis especies eran tan similares morfológicamente, mantenerlas dentro de un solo género tenía más sentido.
La subfamilia Plateinae incluye un solo género, Platalea, con seis especies:
- Platalea ajaja (antes Ajaia ajaja) - Espátula rosada. Adultos rosados. Se distribuye por América del Sur, el Caribe, Texas y sur de Florida EE. UU..
- Platalea alba - Espátula africana. Nidifica en África y Madagascar.
- Platalea flavipes - Espátula de pico amarillo. Común en sudeste de Australia, divagante en Nueva Zelanda, Isla Lord Howe y Isla Norfolk.
- Platalea leucorodia - Espátula común. Es la especie más común, se distribuye por el norte de África y Europa y Asia también en Japón.
- Platalea minor - Espátula menor. Se distribuye por China, Corea y Japón.
- Platalea regia - Espátula real. Muy común al sudeste de Australia, en Nueva Zelanda, particularmente Isla Sur, y Nueva Guinea, Indonesia, e Islas del Pacífico.

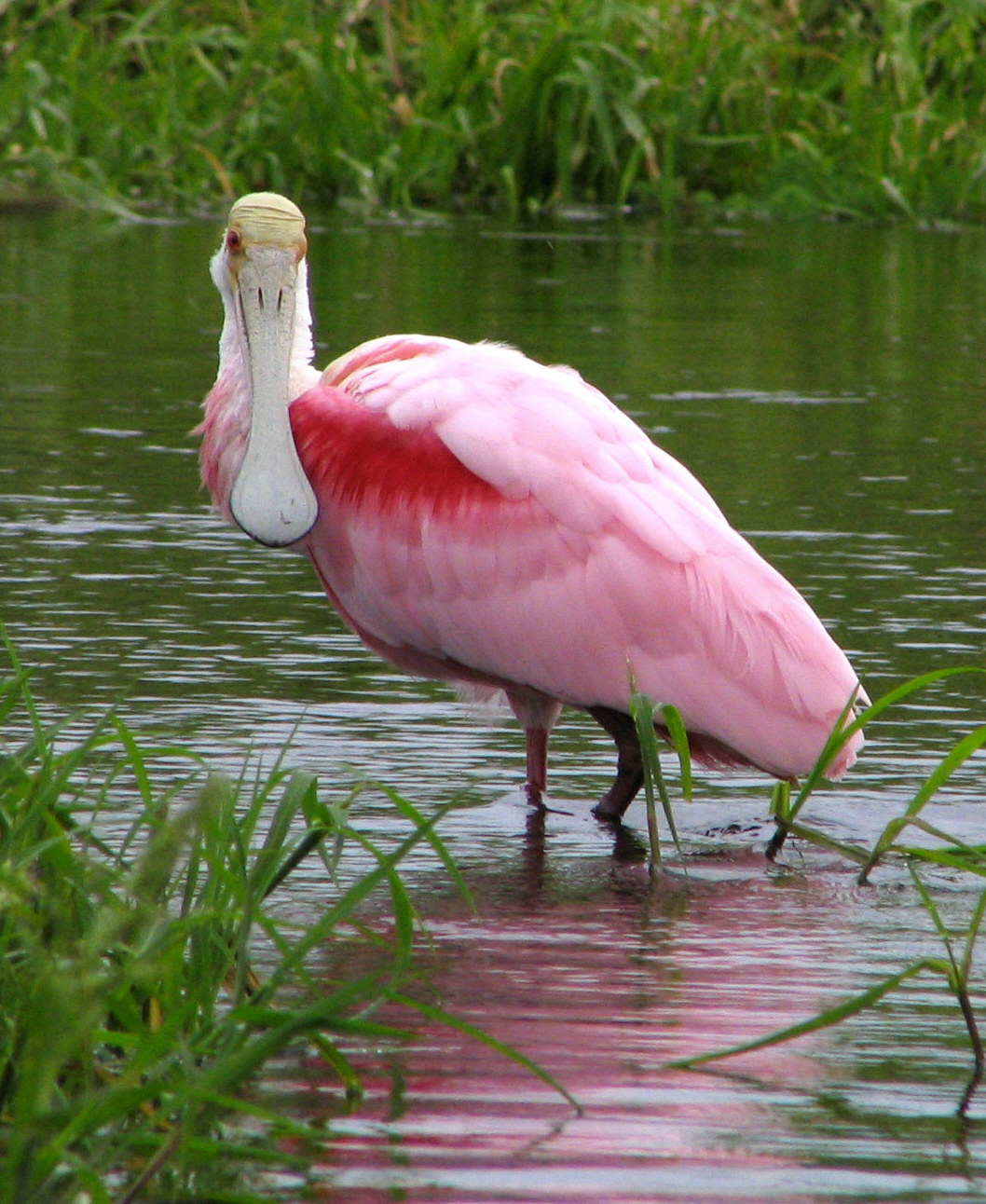
Una espátula rosada Platalea ajaja - Parque estatal del Río Myakka, Sarasota County, Florida.

| Species of Platalea                           | Species of Platalea | Species of Platalea | Species of Platalea |
| Nombres comunes y binomiales                  | Imagen              | Descripción | Distribución |
| --------------------------------------------- | ------------------- | --- | --- |
| Espátula euroasitica (Platalea leucorodia)    |                     | Los adultos y los juveniles son mayormente blancos con los dordes de las alas negras y con picos y patas oscuras. Se reproduce en camas de juncos, generalmente sin otras especies.                                                          | Esta es la especie más extendida, presente en el noreste de África y la mayor parte de Europa y Asia hasta Japón. |
| Espátula de cara negra (Platalea minor)       |                     | Relacionada estrechamente con las esptulas euroasiáticas. | Se han visto en Taiwán, China, Corea y Japón. |
| Esptula africana (Platalea alba)              |                     | Una especie grande similar a la esptula euroasiática, de la que se puede distinguir por su cara rosada y generalmente pico más pálido. S alimentación incluye insectos y otros creaturas pequeñas y hace nidos en árboles, pantanos o rocas. | Se reproduce en África y Madagascar |
| Espátula real (Platalea regia)                |                     | Una gran espátula blanca con cara negra. | Es muy común en el sudeste de Australia, pero se la ve en pequeño número en otras partes del continente en donde se formen tierras húmedas temporales; en Nueva Zelanda, particularmente la Isla Sur, y algunas vecescomo rezagadas en Nueva Guinea, Indonesia, y las Islas del Pacífico. |
| Espátula de pico amarillo (Platalea flavipes) |                     | Una espátula blanca de pico de color amarillo. | Sudeste de Australia. |
| Espátula rosada (Platalea ajaja)              |                     | Los adultos on grandes con grandes plumas rosas. | Se encuentran en América del Sur, en el Caribe, y el sureste de de los Estados Unidos de América. |

## Reproducción
Las espátulas son monógamas, pero, hasta donde se sabe, solo durante una temporada a la vez. La mayoría de las especies anidan en árboles o cañaverales, a menudo con ibis o garzas. El macho recoge material para anidar, principalmente palos y cañas, a veces de un nido viejo, y la hembra lo teje en un cuenco grande y poco profundo o en una plataforma que varía en su forma e integridad estructural según la especie.
La hembra pone una nidada de unos tres huevos blancos, lisos y ovalados, y ambos progenitores los incuban; los polluelos nacen de uno en uno en lugar de todos juntos. Las crías recién nacidas son ciegas y no pueden valerse por sí mismas de inmediato; ambos padres las alimentan por regurgitación parcial. El pico de los polluelos es corto y recto, y sólo adquiere la característica forma de espátula al madurar. Su alimentación continúa durante unas semanas más después de que la familia abandone el nido. La causa principal del fracaso de la cría no parece ser la depredación sino la inanición.

## Galería de imágenes

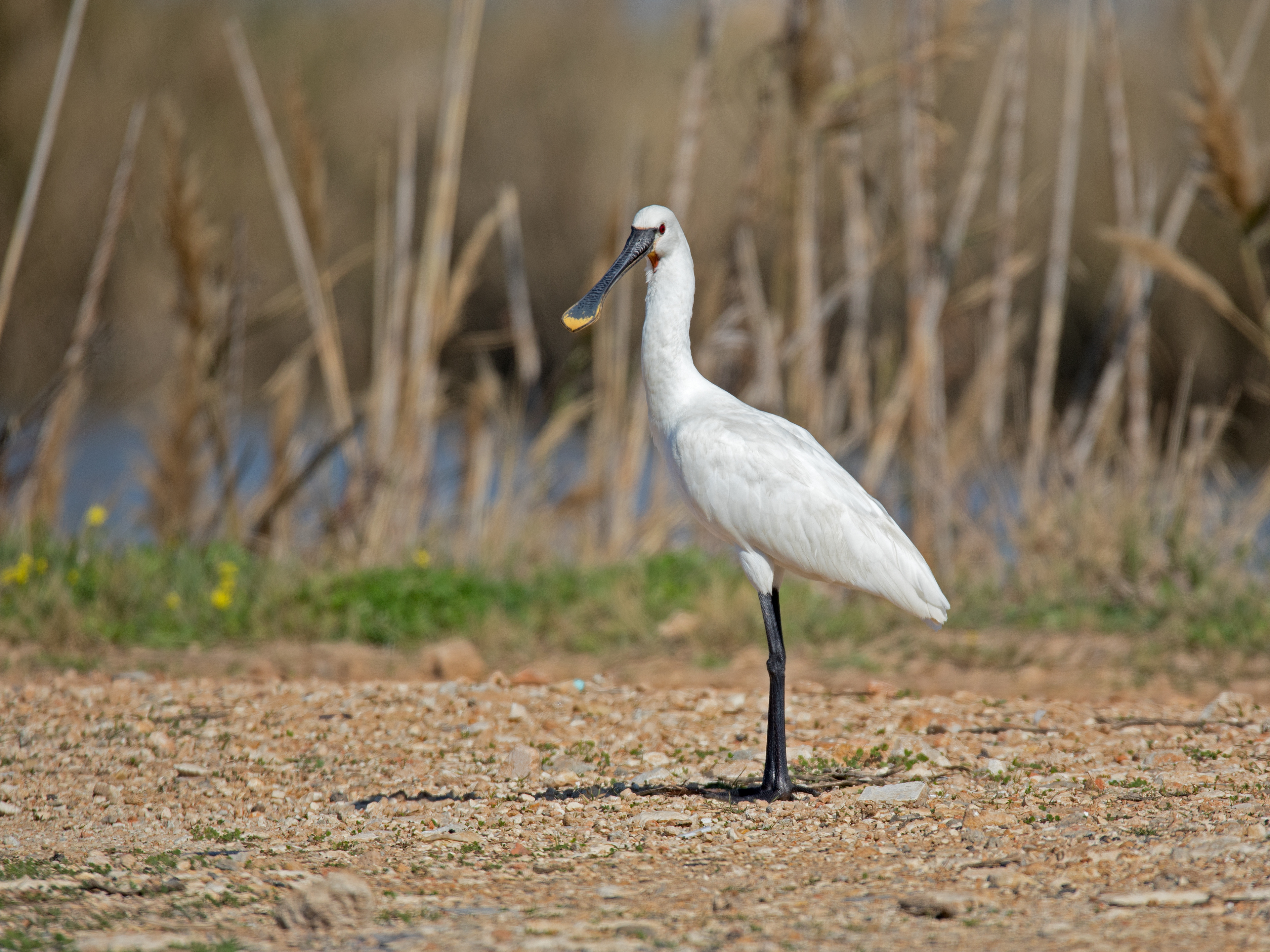
Espátula euroasiática (Platalea leucorodia) en Singapur
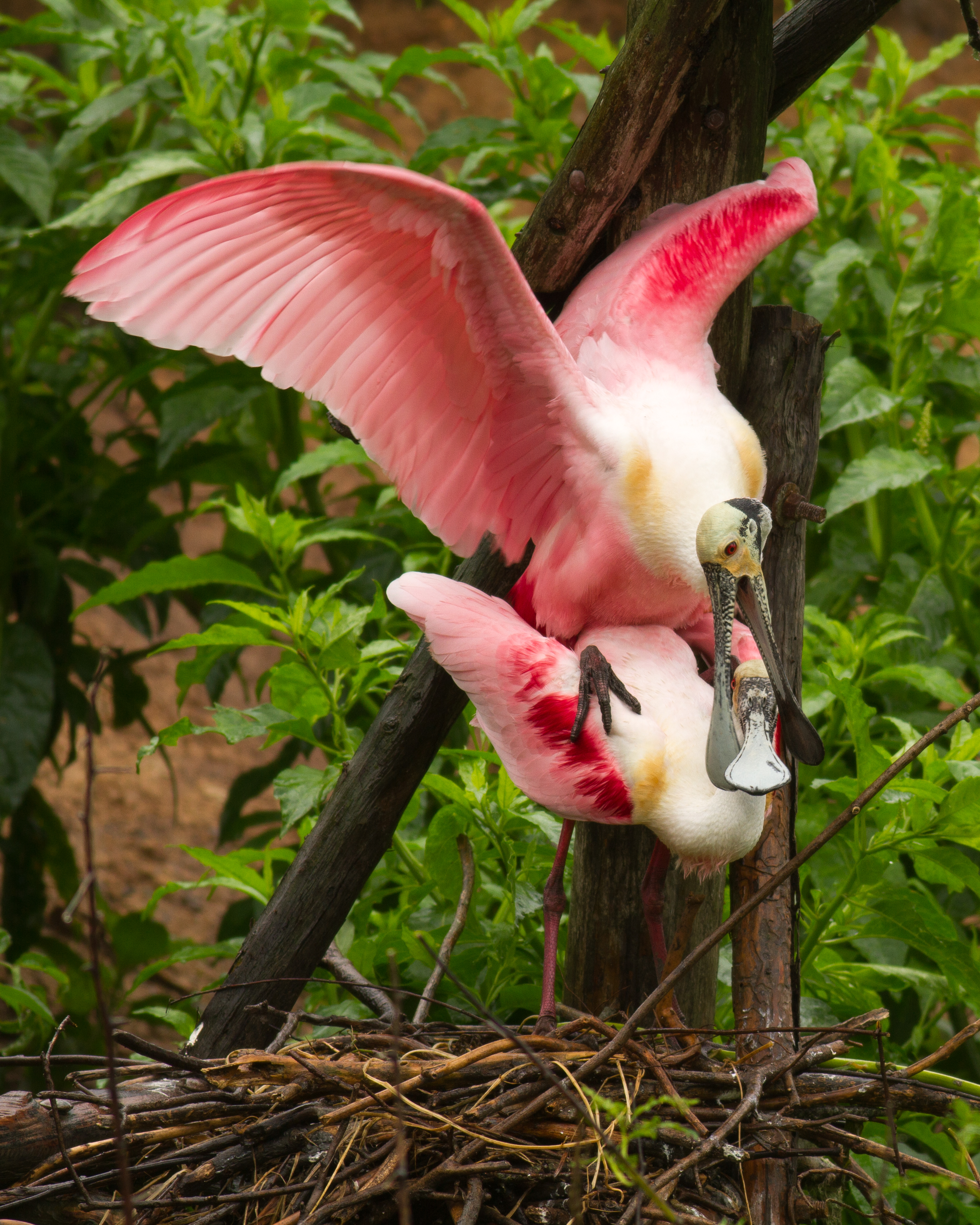
Pareja de espátulas rosadas (Platalea ajaja) en el momento del apareamiento
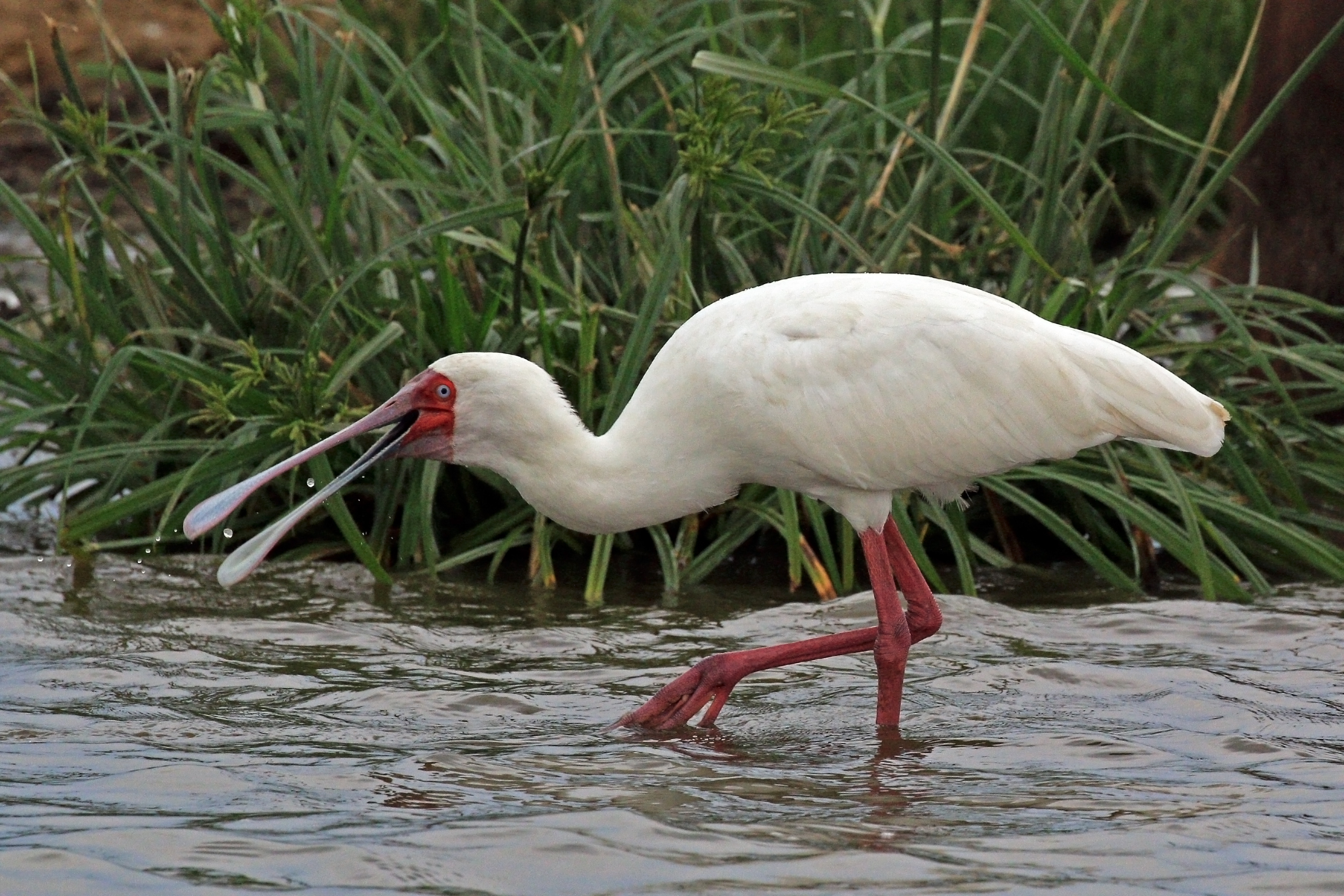
Espátula africana (Platalea alba)
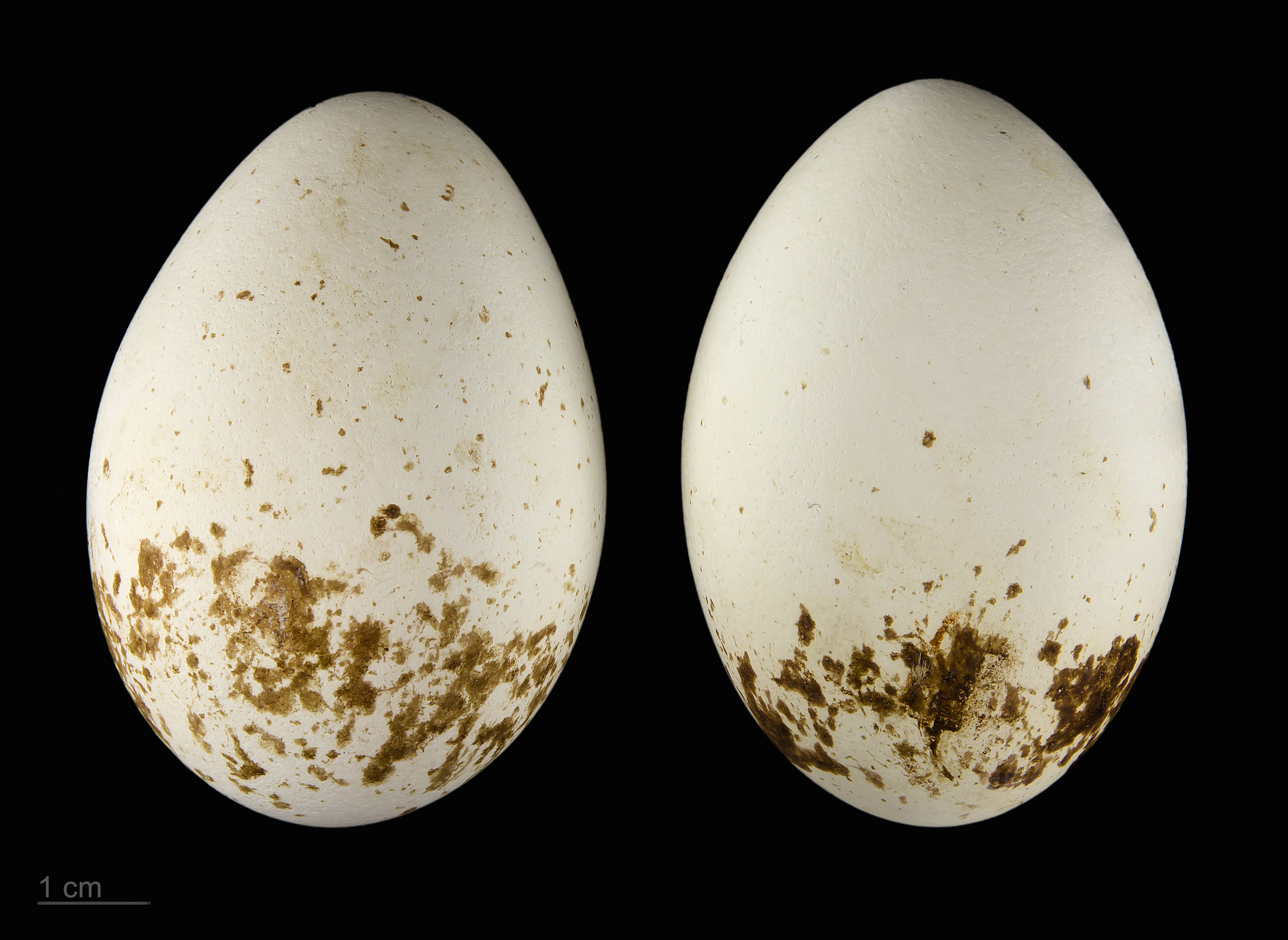
Huevos de Platalea alba
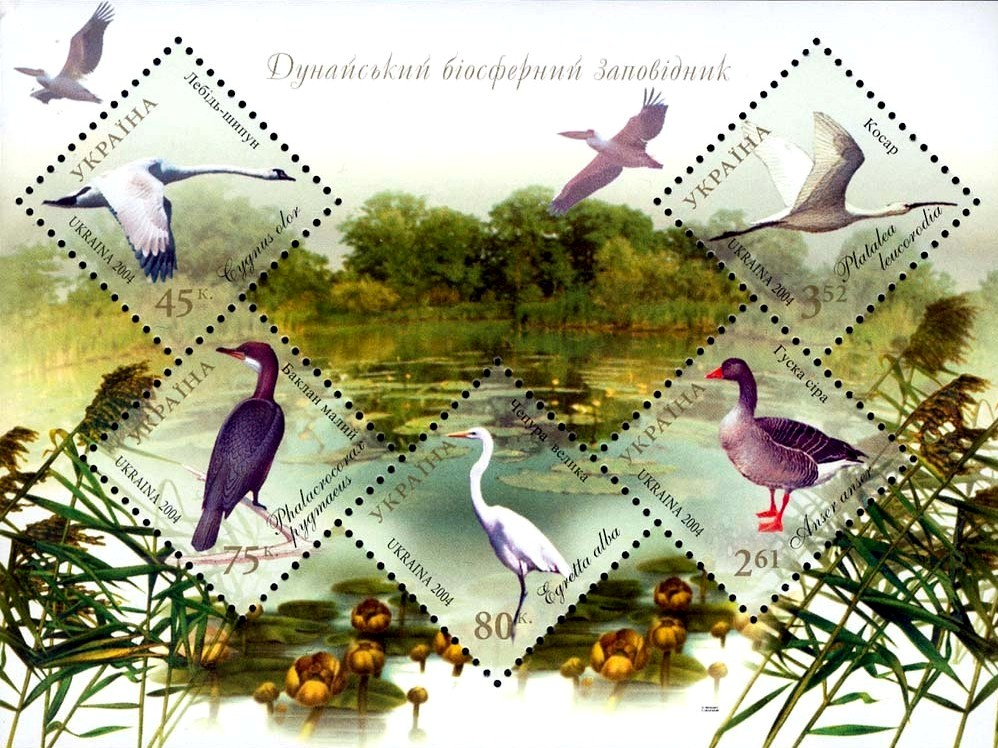
Hoja de sellos sobre la biosfera del Danubio, de Ucrania de 2004 en el que aparece la espátula junto con otras aves acuáticas
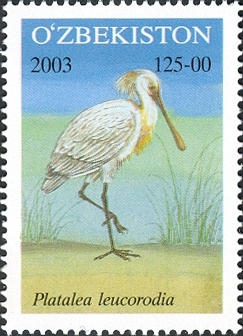
En un sello de Uzbekistán del año 2003